# Auskunftspflichtgesetz
Nach dem Auskunftspflichtgesetz, Langtitel Bundesgesetz vom 15. Mai 1987 über die Auskunftspflicht der Verwaltung des Bundes und eine Änderung des Bundesministeriengesetzes 1986 sind alle Organe des Bundes Österreich verpflichtet schriftlich, mündlich oder telefonisch Auskunft zu erteilen. Im Bundes-Verfassungsgesetz ist die Auskunftspflicht für Behörden in Art. 20 Abs. 4 verankert. Das Auskunftspflichtgesetz dient der Verwaltungstransparenz, die in anderen Ländern durch Informationsfreiheitsgesetze bzw. das Öffentlichkeitsprinzip erreicht wird. Die Bundesländer haben mit dem Auskunftspflichtgesetz weitgehend idente Gesetze auf Landesebene umgesetzt. 

## Anwendung des Gesetzes
Die Auskunft kann nur bei mutwilligen Anfragen oder wenn der Auskunft eine Verschwiegenheitspflicht, etwa das Amtsgeheimnis, entgegensteht oder wenn dadurch das Amt in der Ausübung seiner Pflichten behindert wird, verweigert werden (§§ 1 und 2 Auskunftspflichtgesetz). Die Auskunft hat ohne unnötigen Aufschub, spätestens jedoch innerhalb von acht Wochen zu erfolgen. Bei einem Aufschub ist der Fragesteller zu verständigen (§ 3 Auskunftspflichtgesetz). Es ist zu beachten, dass auf mündliche Aussagen später nur schwer berufen werden kann.
Anfragen zu Umwelt-Themen können nach dem Umweltinformationsgesetz (sowie den entsprechenden Länder-Gesetzen) gestellt werden, das Bürgerinnen und Bürgern ein weiter reichendes Recht auf Information sowie schnellere Antwortfristen einräumt als das Auskunftspflichtgesetz. 
Anfragen an Behörden nach dem Auskunftspflichtgesetz und den entsprechenden Ländergesetzen können über die zivilgesellschaftliche Plattform Frag Den Staat abgewickelt werden und auf Wunsch öffentlich nachvollziehbar gemacht werden. 

## Internationaler Kontext
Im internationalen Vergleich zeigt sich, dass das Auskunftspflichtgesetz nicht den Standards eines Informationsfreiheitsgesetzes entspricht. In einer Bewertung von nationalen Gesetzeslagen zum Recht auf Informationszugang gilt das Auskunftspflichtgesetz als die schwächste Regelung unter mehr als 110 Ländern.
2013 wurde die Republik Österreich vom Europäischen Menschenrechtsgerichtshof in der richtungsweisenden Beschwerdesache „Österreichische Vereinigung zur Erhaltung, Stärkung und Schaffung eines wirtschaftlich gesunden land- und forstwirtschaftlichen Grundbesitzes gg. Österreich“ wegen Verletzung von Artikel 10(2) der Europäischen Menschenrechtskonvention verurteilt. Eine Tiroler Landesbehörde hatte einer NGO, die als ‚social Watchdog‘ eingestuft wurde, Zugang zu anonymisierten Informationen betreffend die Widmung von Zweitwohnsitzen verweigert.

## Diskussion über Informationsfreiheitsgesetz
Seit 2013 wird die Einführung eines Informationsfreiheitsgesetzes diskutiert, ein Entwurf ging im November 2015 durch eine Begutachtung im Verfassungsausschuss. Ein Beschluss des Gesetzes, für den eine 2/3-Mehrheit notwendig ist, würde das Auskunftspflichtgesetz obsolet machen.
Angetrieben wurde die Diskussion insbesondere durch die Bürgerrechtsorganisation Forum Informationsfreiheit, die für die Abschaffung des Amtsgeheimnisses ein Grundrecht auf Zugang zu Behördeninformation eintritt.